# Spettacolare (album Maninni)
Spettacolare è il primo album in studio del cantautore italiano Maninni, pubblicato il 9 febbraio 2024.
L'album contiene il brano Spettacolare presentato durante la prima serata del Festival di Sanremo 2024.

## Descrizione
Il progetto discografico si compone di nove tracce, a cui è stata successivamente aggiunta una traccia bonus, scritte dallo stesso Maninni con la collaborazione di autori e produttori, tra cui Dibla, Enrico Brun, Marco Paganelli e Shune.

## Tracce
1. Concerto – 3:41 (Alessio Mininni, Alessandro Flora, Giovanni Pollex, Lara Ingrosso)
2. Graffi – 3:01 (testo: Alessio Mininni, Antonella Sgobio, Giovanni Pollex – musica: Enrico Brun)
3. Spettacolare – 2:54 (Alessio Mininni, Giovanni Pollex, Maria Francesca Xefteris, Roberto William Guglielmi)
4. Monolocale – 2:47 (Alessio Mininni, Gianluca Giagnorio, Giovanni Pollex, Lara Ingrosso)
5. Gonfie vele – 3:15 (testo: Alessio Mininni, Giovanni Pollex, Leonardo Zaccaria, Vincenzo Colella – musica: Alessio Mininni, Enrico Brun, Giovanni Pollex, Marco Paganelli, Leonardo Zaccaria, Vincenzo Colella)
6. Pazzo io – 3:04 (testo: Alessio Mininni, Giovanni Pollex – musica: Alessio Mininni, Enrico Brun, Giovanni Pollex)
7. Dicono – 2:58 (testo: Alessio Mininni, Giovanni Pollex, Lara Ingrosso, Luca Giura – musica: Alessio Mininni, Enrico Brun, Giovanni Pollex, Lara Ingrosso)
8. Ridiamoci su – 2:57 (testo: Alessio Mininni, Giovanni Pollex, Lara Ingrosso – musica: Alessio Mininni, Enrico Brun, Giovanni Pollex, Lara Ingrosso)
9. Spettacolare (Acoustic Version) – 2:52 (Alessio Mininni, Giovanni Pollex, Maria Francesca Xefteris, Roberto William Guglielmi)

Durata totale: 27:29
Traccia bonus della riedizione digitale
1. Amore gourmet – 2:48 (Alessio Mininni, Edoardo Spinsante, Enrico Brun, Giovanni Pollex)

## Classifiche
| Classifica (2024) | Posizione massima |
| ----------------- | ----------------- |
| Italia            | 75                |